# Treponema
Treponema ist eine Gattung gramnegativer Bakterien aus dem Phylum (der Abteilung) der spiralförmigen Spirochäten.
Wie alle Spirochäten besitzt auch Treponema eigentümlich gebaute, schraubenförmig gedrehte bewegliche Zellen. Die Zellwand verfügt über eine aufgelagerte Schicht aus Glucosamin-Glycan und hohe Anteile Cardiolipin.
Vertreter, die parasitisch oder als Kommensalen in Warmblütern leben, haben einen engen Temperaturbereich von 30 °C bis 37 °C. Außerdem sind sie empfindlich gegen hohe Sauerstoffkonzentrationen, sie sind mikroaerophil. Der optimale pH-Wert liegt bei 7,2 bis 7,4.

Treponema primitia und verwandte Arten sind wichtige Bewohner des Enddarmes holzfressender Termiten. Sie bilden hier durch reduktive Prozesse Acetat und sind maßgeblich am Kohlenstoffumsatz beteiligt.
Die Treponema-Arten sind die Verursacher von tropischen Treponematosen, zu deren Therapie Penicilline eingesetzt werden können. Der bekannteste Treponema-Vertreter ist Treponema pallidum, der Erreger der Syphilis. Pinta wird von der Unterart Treponema (pallidum) carateum verursacht. Treponema pertenue heißt der Erreger der Frambösie. Treponema paraluiscuniculi ist der Erreger der Kaninchensyphilis. Treponema denticola und Treponema brennaborense haben einen entscheidenden Anteil an der Zehenhautentzündung des Rindes. Ferner besitzt Treponema denticola große pathogene Potenz im Bereich des Zahnhalteapparates (Parodontium) des Menschen.